# Nestor Lakoba
Nestor Apollonovič Lakoba (rusky Не́стор Аполло́нович Лако́ба; 1. května 1893, Lychny – 28. prosince 1936, Tbilisi) byl abchazský bolševický revolucionář a významný funkcionář v čele sovětské Abcházie.

## Život
Lakoba se narodil v abchazské vsi Lychny a v pubertě odešel do Tbilisi studovat na místní teologický seminář. Zde však byl ze studií vyloučen pro svůj radikalismus a revoluční aktivity. V roce 1912 se přidal mezi bolševiky a podnikal různé akce v Abcházii, na severním Kavkazu a západní Gruzii, jež mu nadřízení ukládali. V té době se seznámil se Stalinem, jenž musel unikat carské policii, a stali se dobrými přáteli.
Po říjnové revoluci v Rusku se zúčastnil prvního sjezdu regionálního kavkazského sovětu a stal se vlivným bolševickým revolucionářem. V roce 1918 otevřeně vyhlásil nepřátelství gruzínským menševikům, kteří rozhodli o odtržení Gruzie i s Abcházií od Ruska, a postavil se do čela vojensko-revolučního výboru v Suchumi, aby Abcházii vymanil z gruzínské nadvlády. Jeho snaha však byla rychle zastavena zásahem gruzínské armády a musel uprchnout. V roce 1919 byl gruzínskými úřady dopaden a vyhoštěn z Gruzie. O rok později se do své domoviny tajně vrátil, aby zorganizoval bolševické podzemní hnutí a připravil stranu na převzetí moci.

## Abchazský vůdce

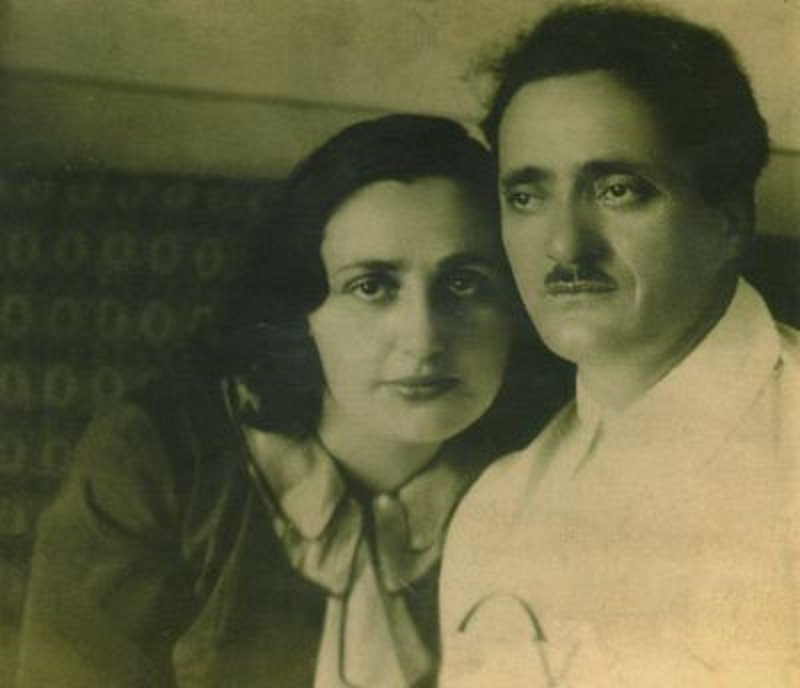
Nestor Lakoba s manželkou Sarijou

Když Rudá armáda v roce 1921 násilím úspěšně obsadila Gruzii, byl Lakoba jmenován předsedou Abchazského revolučního výboru (Revkomu) a poté se o rok později přesunul na post předsedy rady lidových komisařů Abcházie, kde setrval až do své smrti. Od dubna 1930 navíc ještě předsedal ústřednímu výkonnému výboru Abchazské komunistické strany. Po celá dvacátá léta tvořila Abcházie nezávislý celek na Gruzii, avšak v roce 1931 přišel z Kremlu příkaz sloučit se ve formě Abchazské ASSR s Gruzií, což znamenalo ztrátu nezávislosti na Gruzii, jíž se v posledních deseti let mohla Abcházie těšit, nicméně jeho post mu umožňoval pravidelně se účastnit zasedání výkonných výborů Gruzie i celé Zakavkazské SFSR, kde se mu dařilo navázat četná přátelství a získat důležité kontakty, aby pro svou zemi získal v sovětském režimu benefity.
Celá záležitost s degradací země ze svazové republiky na autonomní republiku měla pravděpodobně pozadí v tom, že Lakoba bránil kolektivizaci zemědělství v Abcházii a Stalina opakovaně žádal o pomalejší postup kvůli údajně přílišné zaostalosti kraje. Tento umírněný postup mu zajistil podporu obyvatelstva a procházel mu díky četným kontaktům s kremelskými špičkami, jež se jezdily v létě do Abcházie rekreovat.
Lakobovi se dále vymstila jeho vstřícnost vůči některým sovětským politikům, kteří upadli v nemilost moskevské moci (např. k Trockému, jemuž měl dle pozdějších obžalob pomoct uniknout ze země). V roce 1932 se prořekl před svým přítelem a dalším vlivným gruzínským bolševikem Sergo Ordžonikidzem, že mu pověděl o svém rivalovi Lavrentijovi Berijovi, jak ho pomlouval, například: „Kdyby nebylo mě, Ordžonikidze by v roce 1924 vyvraždil všechny Gruzíny.“ Jak Ordžonikidze, tak Berija byli tímto velmi rozezleni a Berija si musel za tyto výroky Ordžonikidzeho usmířit množstvím omluvných dopisů. Touto událostí naplno vypukly spory mezi Lakobou a Berijou, jež doutnaly už léta (Berija byl Mingrel, které Abcházové nesnášeli). Lakobu nejvíce pobouřilo, když Berija v pětiletce pro období 1932 až 1937 prosadil osídlení velké části Abcházie gruzínskými mingrelci, Armény a Rusy.

## Smrt
V roce 1936 se Berija Lakobovi pomstil. Nemohl ho nechat zatknout jako jiné své rivaly, protože byl v Abcházii nesmírně populární a byl si vědom, že by Abcházové vykonstruovanému obvinění neuvěřili. Proto ho a jeho bratra 28. prosince pozval do Tbilisi na setkání se špičkami gruzínské komunistické strany. Později na stranické večeři Berija jedem Nestora Lakobu údajně otrávil. Oficiálně byla jeho smrt vysvětlena jako infarkt a byl mu vystrojen státní pohřeb v Suchumi, jehož se účastnily tisíce Abchazů.
Podle poznámek Nikity Chruščova nechal Berija později jeho tělo exhumovat a spálit s vysvětlením, že si nepřítel státu nezaslouží být takto řádně pohřben v Abcházii. Ve skutečnosti Berija chtěl jen zahladit důkazy o otravě.

## Následky smrti
Při zahájení stalinských čistek o několik měsíců později po jeho smrti byl Lakoba Berijou označen za nepřítele státu a obvinil ho z trockismu, nacionalismu a spiknutí, které mělo za cíl zavraždit Beriju i Stalina. V říjnu 1937 byl Lakobův bratr Michail, který byl abchazským lidovým komisařem vnitra, ve vykonstruovaném procesu obviněn ze stejných zločinů a zastřelen.
Lakobova manželka Sarija (údajně potomek posledních gruzínských králů) byla zatčena už krátce po manželově smrti a uvržena do tbiliského žaláře. Příslušníci NKVD ji brutálně vyslýchali každý den a mučili ji, aby ji přiměli k podpisu dokumentu, který měl „dokázat“ Lakobovy zločiny vůči Abchazům, když měl jejich zemi zaprodat Turecku. Podpis vytrvale odmítala a žalářníci ji vraceli pravidelně do cely zmlácenou a v bezvědomí.
Aby ji zlomili, zatkli i jejich čtrnáctiletého syna Raufa Lakobu. Přivedli ho do cely jeho matky a vyhrožovali jí, že ho zastřelí, pokud nepodepíše, a zbili ho před ní. I přes to se nenechala zlomit a dokument i přiznání viny odmítla podepsat. Rozzuření agenti NKVD ji proto následující noci umučili k smrti a Raufa poslali do pracovního tábora určeného pro děti politických vězňů. Rauf spolu s dalšími dvěma kamarády z tohoto tábora napsali Berijovi dopis, kde žádali okamžité propuštění, aby mohli dostudovat. Berija je všechny předvolal do své kanceláře a nechal je na nádvoří věznice NKVD v Tbilisi zastřelit bez soudu za „členství v podzemním kontrarevolučním hnutí a za protistátní a protivládní agitaci.“